# جاي غانيش
جاي غانيش هو ممثل هندي (وحمل سابقاً جنسية الراج البريطاني)، ولد في 1946، وتوفي في 11 فبراير 2001 بسبب سرطان.